# Popieriecznoje (Buriacja)
Popieriecznoje (ros. Поперечное) – wieś w Rosji, w Buriacji, w rejonie jerawnińskim. W 2010 liczyła 383 mieszkańców.